# Pavetta coelophlebia
Pavetta coelophlebia là một loài thực vật có hoa trong họ Thiến thảo. Loài này được Bremek. mô tả khoa học đầu tiên năm 1956.